# Escala de Allport
La escala de Allport, también conocida como la Escala de Allport del prejuicio y discriminación, es una medida de la manifestación del prejuicio en una sociedad. Fue ideada por el psicólogo estadounidense Gordon Allport en 1954.
Esta escala está articulada en una secuencia de cinco pasos:
1. Antilocución o antagonismo verbal: este paso se hace vigente cuando un endogrupo demuestra libremente una imagen negativa de un exogrupo.[1] El discurso de odio se incluye en esta etapa. Aunque el antagonismo verbal puede no ser perjudicial, puede preparar el escenario para desenlaces más severos.
2. Evitación: ocurre cuando los miembros de un endogrupo evitan activamente a los miembros de un exogrupo.[1] No pretende ocasionar un daño directo pero sí puede ocasionar daño psicológico a través de la exclusión social.
3. Discriminación: los prejuicios (actitudes) se convierten en acciones. Los exogrupos comienzan a ser discriminados a través de la negación de oportunidades y servicios. Esta conducta tiene la intención de poner en desventaja al exogrupo al prevenirles alcanzar metas, acceder a educación, salud, conseguir trabajo, etc. Los ejemplos pueden incluir las leyes Jim Crow en Estados Unidos, los Estatutos de Kilkenny en la isla de Irlanda, apartheid en Sudáfrica y leyes antisemitas en el Medio Oriente.
4. Ataque físico: el endogrupo vandaliza, quema o destruye propiedad del exogrupo y lleva a cabo actos de violencia en contra de individuos y grupos.[1] Incluye el daño físico. Ejemplos pueden abarcar pogromos en Europa y linchamientos en Estados Unidos.
5. Exterminio: el endogrupo busca la exterminación o remoción del exogrupo.[1] Intentan eliminar la enteridad o una larga fracción del grupo indeseado de personas. Ejemplos incluyen el genocidio camboyano, la solución final en la Alemania nazi, el genocidio de Ruanda y el genocidio armenio.